# Palais royal (pâtisserie)

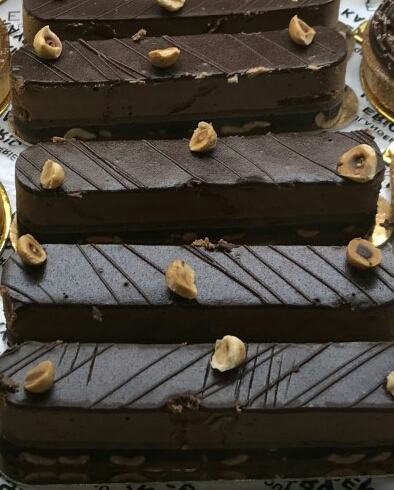
Palais royal dans une pâtisserie.

Le palais royal est une pâtisserie française au chocolat noir et au praliné, proche du royal.
Cette recette nécessite des blancs d'œufs montés en neige et serrés avec du sucre, on fait cuire au four, puis on ajoute du praliné fondu au bain-marie et du beurre de cacao auxquels on ajoute la feuilletine que l'on fait cuire au four pour qu'elle devienne craquante. Une fois le biscuit et la mousse au chocolat obtenus, on découpe deux biscuits en cercle (le plus fréquent), ou en rectangle, que l'on met au-dessus et en dessous de la mousse au chocolat. On rajoute une couche de chocolat au-dessus que l'on lisse à la spatule. On peut décorer le dessus avec un cerneau de noix, ou de la poudre de noisette.